# Giải bóng đá hạng nhì quốc gia Togo
Giải bóng đá hạng nhì quốc gia Togo  là một giải bóng đá bao gồm các câu lạc bộ bóng đá ở Togo, nằm ở cấp độ 2 của bóng đá Togo, được điều hành bởi Liên đoàn bóng đá Togo.

## Câu lạc bộ
- Abou Ossé
- Agouwa de Koussountou
- Odalou de Kabolé
- Sara Sport de Bafilo
- ASCK de Kara
- AS Binah de Pagouda
- Tigre Noir de Cinkassé
- AS Dankpen
- Doumbé de Mango